# Fahrradmuseum Dresden

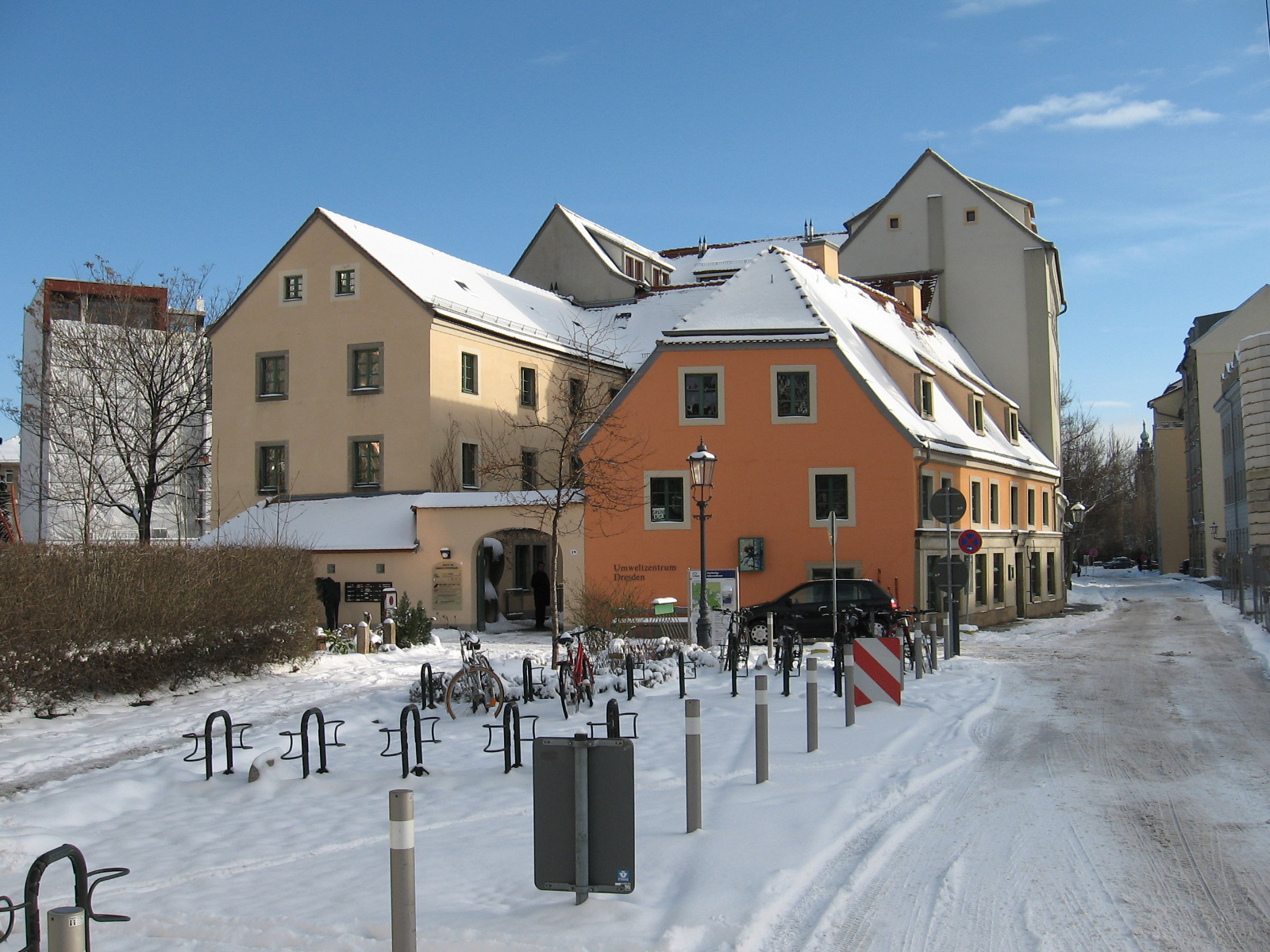
Das Umweltzentrum Dresden – hier befindet sich der Vereinstreff des Fahrrad-Veteranen-Freunde Dresden 1990 e. V.

Das Fahrradmuseum in Dresden war eine private  von einem Verein getragene Ausstellung historischer Fahrräder.

## Standort
Das kleine Museum war im Umweltzentrum Dresden an der Schützengasse im Stadtteil Wilsdruffer Vorstadt in der Umgebung des KraftWerk – Dresdner Energiemuseums und der staatlichen Kunstmuseen im Zwinger untergebracht.

## Sammlung
Die Mitglieder des Vereins „Fahrrad-Veteranen-Freunde Dresden 1990 e. V.“ trugen mehr als 150 ausstellungsfähige Fahrräder zusammen, die auf verschiedenen Ausstellungen präsentiert wurden. Im Umweltzentrum Dresden befand sich eine private kleine Dauerausstellung. Seit 1991 fand jährlich eine mehrtägige Sonderausstellung im Stallhof statt. Neben Fahrrädern gehörten auch Hilfsmotoren und anderes Zubehör sowie Werbemittel und Literatur zur Sammlung. Im Trägerverein wurde unter anderem die Unternehmensgeschichte verschiedener Fahrradhersteller erforscht und dokumentiert.

## Geschichte
Am 23. März 1990 gründete sich im Kleinzschachwitzer Putjatinhaus die „AG Fahrradgeschichte“ innerhalb der drei Jahre zuvor gebildeten „IG Radverkehr“ im Kulturbund der DDR, der Vorläuferin der ADFC-Ortsgruppe Dresden. Im gleichen Jahr richtete sie einen Ausstellungsraum im Umweltzentrum Dresden ein. Die Mitglieder der AG gründeten am 20. April 1996 den Verein „Fahrrad-Veteranen-Freunde Dresden 1990 e. V.“, der zwei Jahre später im Umweltzentrum eine neue Ausstellungsgalerie bezog. Nachdem diese beim Elbehochwasser 2002 stark in Mitleidenschaft gezogen worden war, wurde sie aufgelöst. Der Raum wird seit August 2003 als Vereinstreff genutzt.